# الدوري اللاتفي الممتاز 1991
الدوري اللاتفي الممتاز 1991 هو الموسم 1 من الدوري اللاتفي الممتاز. أشرف على تنظيمه اتحاد لاتفيا لكرة القدم، وكان عدد الأندية المشاركة فيه 20، وفاز فيه نادي سكونتو.